# Парк имени Пушкина (Лысьва)
Парк имени Пушкина находится в городе Лысьве между улицами Мира, Первомайской, Пастера и Кострова.

## История
Парк был заложен весной 1908 г. на пустыре на окраине тогдашней Лысьвы. Инициатива создания парка принадлежала старшему лесничему Лысьвы (в 1902—1913 гг.) Александру Владимировичу Зануцци. С севера на юг парк протянулся на 250 м, а с запада на восток — на 75 м. Территория парка была тщательно размечена, а посадка деревьев в нём осуществлялась по строгому плану силами учеников лысьвенских школ и Высшего начального и Ремесленного училищ, а также местных жителей за небольшую плату. Посадки деревьев были завершены к 1913 г., и в этом году парк был торжественно открыт в год 300-летия Дома Романовых, которому Зануцци и посвятил парк. Однако сам Зануцци до этого времени не дожил — он умер в возрасте 48 лет.
В центре парка находилась площадь, в центре которой поставили деревянную беседку, украшенную декоративными элементами в стиле русского зодчества. В беседке выступал духовой оркестр. Рядом с беседкой были посажены два дуба, которые росли здесь несколько десятилетий, но погибли во время холодной зимы в начале 1960-х гг.
В 1930-е гг. парк был любимым местом отдыха лысьвенцев. Здесь поставили советские статуи (вождей, металлурга, девушки с веслом), а также наглядную агитацию. В феврале 1937 г., в год столетия со дня смерти А. С. Пушкина, городской парк был назван в честь поэта. Тогда же в центре парка был установлен бюст Пушкина, стоящий там и поныне.
После окончания Великой Отечественной войны парк с 3,8 га был расширен до 8 га за счёт берёзовой аллеи, посаженной ветеранами войны, в нём установили аттракционы, построили ресторан, там были танцевальная площадка, летний театр, аттракционы. Вход в парк был платным вплоть до 1963 г. 

## Парк сегодня
В парке растут 14 видов лиственных деревьев, 5 видов хвойных, 17 видов кустарников. В парке работают аттракционы, сюда приезжают свадебные кортежи, здесь проводятся городские гуляния и массовые мероприятия. В память об основателе парка при входе установлена памятная доска из чугуна. В 2013 г. было предложено переименовать парк имени Пушкина в парк имени Зануцци.
Распоряжением губернатора Пермской области № 713-р от 05.12.2000 г. регулярная (спланированная Зануцци и сохранившаяся с начала века) часть парка объявлена памятником градостроительства и архитектуры регионального значения.